# NGC 6022
NGC 6022 је спирална галаксија у сазвежђу Змија која се налази на NGC листи објеката дубоког неба.
Деклинација објекта је + 16° 16' 58" а ректасцензија 15h 57m 47,9s. Привидна величина (магнитуда) објекта NGC 6022 износи 14,7 а фотографска магнитуда 15,5. NGC 6022 је још познат и под ознакама MCG 3-41-9, CGCG 108-20, PGC 56495.